# Sante Monachesi
Pour les articles homonymes, voir Monachesi.
Sante Monachesi, né en 1910 et mort en 1991, est un peintre italien et sculpteur appartenant au mouvement moderne de la Scuola romana (École Romaine) et fondateur en 1932 du Movimento Futurista nelle Marche (Mouvement Futuriste de Marche).

## Biographie

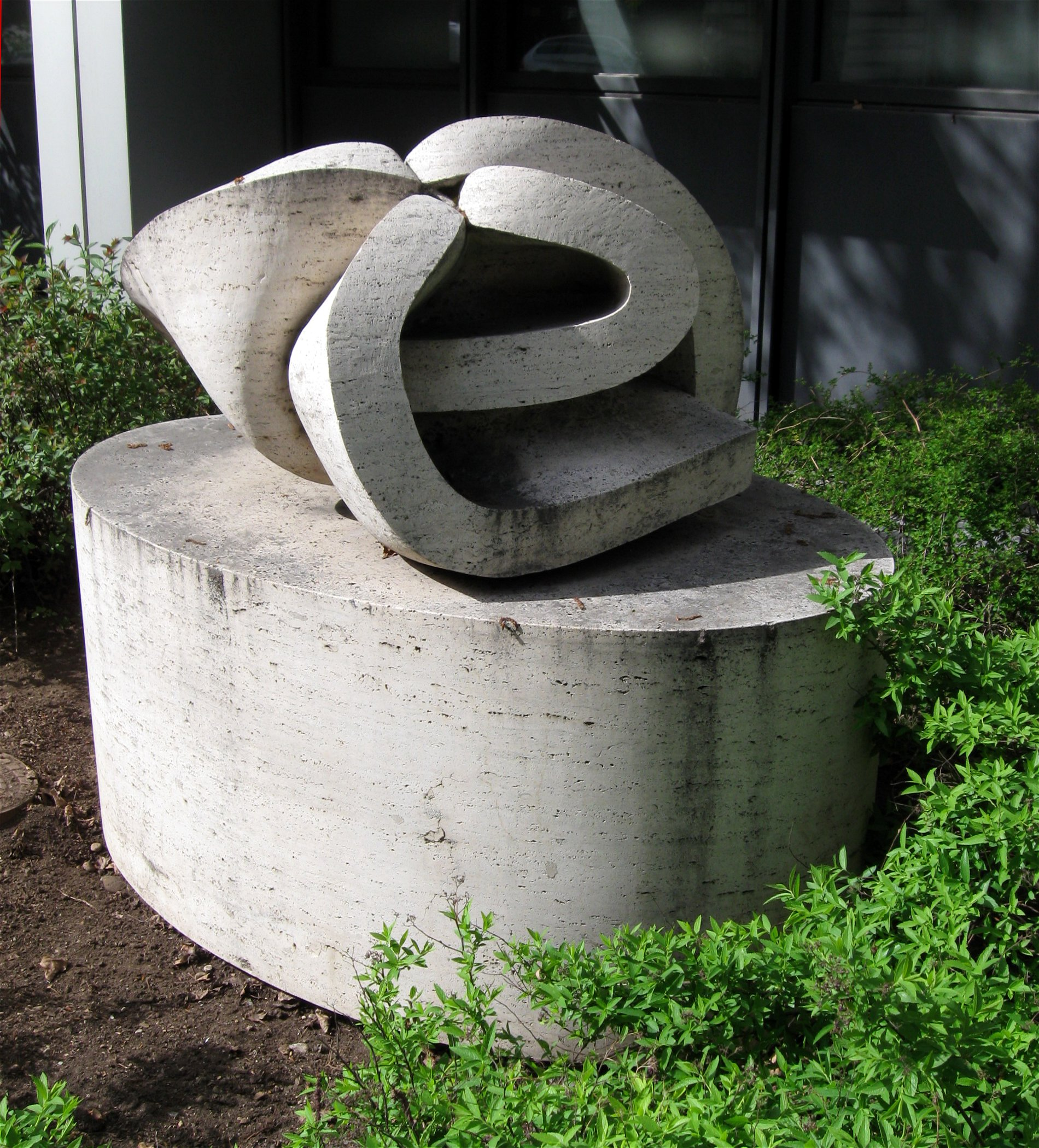
Da un Evelpiuma (From an Evelpiuma, 1970)

Sante Monachesi est né à Macerata en 1910. Après avoir terminé ses études à l'École royale d'apprentissage de Macerata, il s'installe à Rome où, en 1936, il suit le cours du Centro Sperimentale di Cinematografia (centre expérimental du film ou école de cinéma nationale italienne) à Rome. Dans les années 1930, l'ouvrage d'Umberto Boccioni « Peinture et sculpture futuristes » inspire sa production artistique . Il crée l'Extra Plastica Futurista Aerodinamica, avec des structures en spirale et en diagonale en peinture et en sculpture en expérimentant avec l'aluminium dans une lumière mobile.
Représentant important de l'Aeropittura (Aéropeinture), en 1936 il a exposé à la Biennale di Venezia et en 1937 à l'exposition universelle de Paris.

## Sélection d'expositions
- Paris 1950, Galérie Silvagni, II, quai Voltaire, Paris : "Sante Monachesi"
- Ancône 1970, la Galleria dei Portici: "Sante Monachesi"
- Jesolo 1978, "Legare e sciogliere" (À la Cravate et à Dissoudre)
- Milan 1982, le Palazzo Reale Anni Trenta: "Arte e Cultura Italia"
- Civitanova Marche 1999, la Chiesa di S. Agostino: "Monachesi. Gli anni Quaranta e Cinquanta"
- Rome 2006, à la Galerie Nationale d'Art Moderne: "Sante Monachesi - Perspex e Evelpiuma 1959-1969"